# Biała (gmina w województwie łódzkim)
Biała (do 1953 gmina Naramice) – gmina wiejska w województwie łódzkim, w powiecie wieluńskim. W latach 1975–1998 gmina położona była w województwie sieradzkim.
Siedzibą władz gminy jest wieś Biała Druga, choć do końca 2017 roku formalna nazwa siedziby brzmiała Biała. 1 stycznia 2018 nieporozumienie to zostało sprostowane przez zmianę nazwy siedziby gminy Biała z Biała na Biała Druga.
Według danych z 30 czerwca 2004 gminę zamieszkiwało 5498 osób. Natomiast według danych z 31 grudnia 2019 roku gminę zamieszkiwało 5440 osób.

## Struktura powierzchni
Według danych z roku 2002 gmina Biała ma obszar 74,99 km², w tym:
- użytki rolne: 88%
- użytki leśne: 3%

Gmina stanowi 8,08% powierzchni powiatu wieluńskiego.

## Demografia

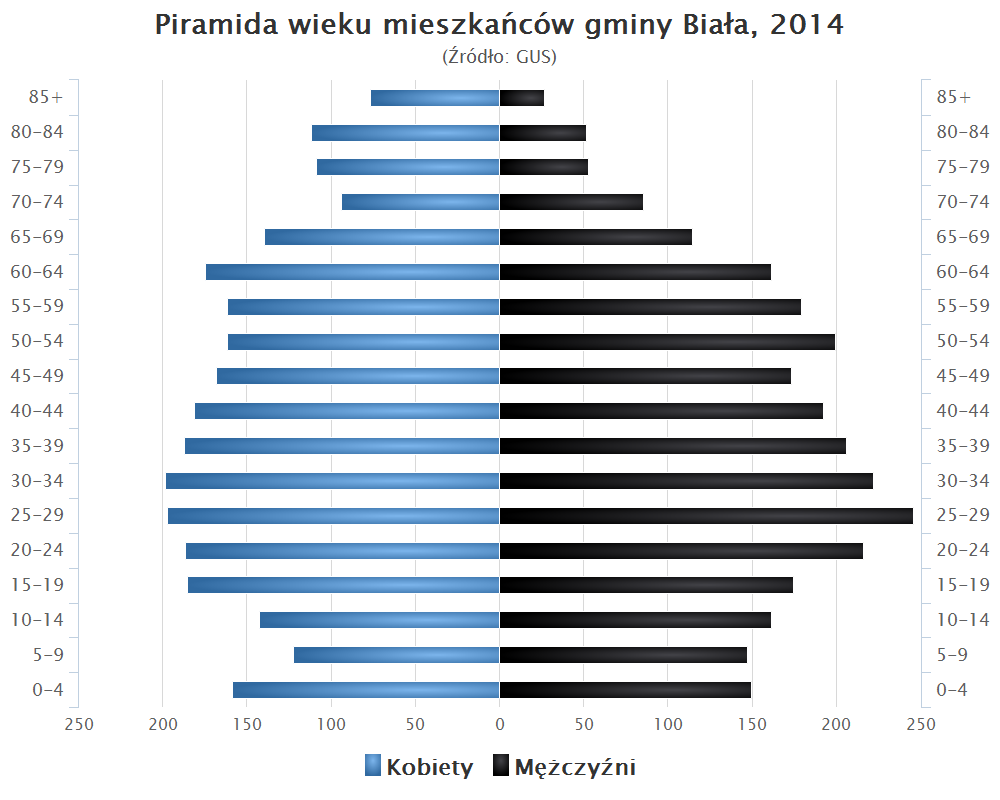
Piramida wieku mieszkańców gminy Biała w 2014 roku

Dane z 30 czerwca 2004:
| Opis                              | Ogółem | Ogółem | Kobiety | Kobiety | Mężczyźni | Mężczyźni |
| --------------------------------- | ------ | ------ | ------- | ------- | --------- | --------- |
| Jednostka                         | osób   | %      | osób    | %       | osób      | %         |
| Populacja                         | 5498   | 100    | 2787    | 50,7    | 2711      | 49,3      |
| Gęstość zaludnienia [mieszk./km²] | 73,3   | 73,3   | 37,2    | 37,2    | 36,2      | 36,2      |

## Sołectwa
Biała Druga, Biała-Kopiec, Biała-Parcela, Biała Pierwsza, Biała Rządowa, Brzoza, Janowiec, Kopydłów, Łyskornia, Młynisko (sołectwa: Młynisko Pierwsze i Młynisko-Wieś), Naramice, Radomina, Rososz, Śmiecheń, Wiktorów, Zabłocie.

## Miejscowości
Miejscowości gminy Biała (wg TERYT):
- Biała Druga – wieś
- Biała-Kopiec – wieś
- Biała-Parcela – wieś
- Biała-Parcela Druga – wieś
- Biała-Parcela Trzecia – wieś
- Biała Pierwsza – wieś
- Biała Rządowa – wieś
- Bronisławów – wieś
- Brzoza – wieś
- Dębina – wieś
- Dziadownia – wieś
- Góry Młyńskie – wieś
- Góry Świątkowskie – wieś
- Huby – wieś
- Janowiec – wieś
- Kącik – wieś
- Klapka – wieś
- Kopydłów – wieś
- Kopydłówek – wieś
- Koryta – wieś
- Łyskornia – wieś
- Młynisko – wieś
- Naramice – wieś
- Pieńki – wieś
- Poręby – wieś
- Radomina – wieś
- Rososz – wieś
- Śmiecheń – wieś
- Wiktorów – wieś
- Wygoda – wieś
- Zabłocie – wieś

## Sąsiednie gminy
Czarnożyły, Czastary, Lututów, Łubnice, Skomlin, Sokolniki, Wieluń